# Glen Campbell
Glen Travis Campbell (født 22. april 1936, død 8. august 2017) var en amerikansk sanger, sangskriver og  musiker. 
Han er bedst kendt for en lang række hits i 1960'erne og 1970'erne, og i USA endvidere for sit tv-show The Glen Campbell Goodtime Hour, der blev sendt i perioden fra 1969 til 1972.
Gennem 50 år i showbusiness solgte Campbell mere end 45 millioner plader. Han udsendte mere end 70 album, hvor 12 modtog guld, fire platin og 1 dobbeltplatin. Campbells hits var bl.a. John Hartfords "Gentle on My Mind", Jimmy Webbs "By the Time I Get to Phoenix", "Wichita Lineman" og "Galveston", Larry Weisss "Rhinestone Cowboy" og Allen Toussaints "Southern Nights".
Han modtog en Grammy Lifetime Achievement Award i 2012 og har vundet talrige priser. Han har endvidere en stjerne på Hollywood Walk of Fame. 

## Samarbejde med The Beach Boys
Udover solokarrieren turnerede Glen Campbell i perioden fra december 1964 til marts 1965 som en del af The Beach Boys, hvor han erstattede Brian Wilson. Campbell spillede el-bas og sang i gruppens harmonier.
Campbell spillede guitar på The Beach Boys' album fra 1966 Pet Sounds.

## Privatliv
Campbell blev gift fire gange og fik fem sønner og tre døtre i årene fra 1956 til 1986. Hans fjerde hustru var den 22 år yngre sangerinde Kimberly Woolen  som Campbell indspillede en række sange sammen med, bl.a. singlen "Dream Lover".
Campbell havde i dele af sin karriere problemer med alkoholisme og kokainmisbrug.
Campbell døde af Alzheimers sygdom i Nashville i Tennessee, den 8. august 2017.

## Discografi
Campbell indspillede og udgav 58 studiealbums og seks livealbum mellem 1962 and 2017. Han medvirkede endvidere på fire soundtracks til spillefilmene True Grit (1969), Norwood (1970), Rock-a-Doodle (1992) og dokumentarfilmen fra 2014 Glen Campbell: I'll Be Me. 
Han udgav i alt 82 singler (herunder en genudgivelse) der kom på enten The Billboard Country Chart, Billboard Hot 100 eller Adult Contemporary Chart, hvoraf 9 nåede førstepladsen på hitlisten.

## Bibliography
- Allen, Bob. (1998). "Glen Campbell". In The Encyclopedia of Country Music. Paul Kingsbury, Editor. New York: Oxford University Press. pp. 76–77

## Eksterne links
- Wikimedia Commons har flere filer relateret til Glen Campbell
- Officiel hjemmeside
- Biografi på discogs med discografi m.v.
- Glen Campbell på Internet Movie Database (engelsk)